# Luciano Onder
Luciano Onder (Arsiè, 11 luglio 1943) è un giornalista, conduttore televisivo e divulgatore scientifico italiano.
Dal 1966 al 2014 si è occupato di divulgazione scientifica in Rai, dove ha condotto Medicina 33, rubrica medico-alimentare del TG2. Dal 2014 lavora al TG5 di Mediaset.

## Biografia
Laureato in Storia moderna nel 1965 con il professor Renzo De Felice, ha insegnato all'Università La Sapienza e ha cominciato a lavorare in Rai nel 1966 per realizzare con Sergio Zavoli la serie di trasmissioni Nascita di una dittatura.  Famose e di grande successo altre trasmissioni di ricostruzione storica: Gli anni del consenso in Italia: 1936-39 e Svastica. Le origini del Nazismo.
Nel 2002 l'allora direttore Mauro Mazza lo nomina vicedirettore del TG2.
Onder è stato anche responsabile del progetto di divulgazione scientifica Explora, realizzato da Rai Educational in collaborazione con il CNR (Consiglio Nazionale delle Ricerche) e il MIUR (Ministero dell'Istruzione dell'Università e delle Ricerche).
Onder è stato membro di diverse commissioni istituzionali come la Commissione per le Biotecnologie della presidenza del Consiglio e la Commissione Bioetica dell’Università Cattolica, Facoltà di Medicina. La trasmissione “Medicina Trentatré”, secondo uno studio portato a termine dalla Rai, è in assoluto il programma di approfondimento che ha ottenuto i migliori giudizi da parte dei telespettatori in tema di qualità e valore pubblico.
“Medicina Trentatré” è stato un servizio utile per i telespettatori, semplice e divulgativo, con informazioni serie e documentate. Tutti i temi della medicina sono stati affrontati con esperti qualificati. Onder è stato il primo in Italia a parlare in modo scientifico di AIDS, ancora definita “sindrome dei gay” all’inizio degli anni ’80.
Il 31 marzo 2014 l'Università di Parma gli ha conferito la laurea honoris causa in medicina e chirurgia con la seguente motivazione: «La corretta e rigorosa informazione medica condotta 
da Onder ha contribuito enormemente alla divulgazione medico-scientifica in generale, riuscendo così ad avvicinare l'opinione pubblica e la gente comune a tematiche di grande importanza e di forte impatto sociale».
Ha condotto fino a settembre 2014 Medicina 33, quotidiano del TG2.
Nel settembre 2014 è entrato a far parte della squadra del TG5 e di TGcom24, dove cura le rubriche TG5 Salute e La salute prima di tutto, all'interno del programma Mattino Cinque.
Conduce anche il programma di medicina La casa della salute su San Marino RTV.

Luciano Onder

## Televisione
- Medicina 33 (Rai 2, 1987-2014)
- TG2 Salute (Rai 2, 1994-2008)
- La casa della salute (San Marino RTV, dal 2013)
- TG5 (Canale 5, dal 2014)
- TGcom24 (dal 2014)
- Mattino Cinque (Canale 5, dal 2015)[2]
- TG5 Salute (Canale 5, dal 2016)